# Étoile de Luyten
Pour les articles homonymes, voir Luyten.
Désignations
L'étoile de Luyten (GJ 273) est une naine rouge située dans la constellation du Petit Chien, à une distance de 12,35 années-lumière de la Terre. Sa magnitude apparente est de 9,87. Elle a environ un quart de la masse du Soleil, un dixième de son diamètre et une très faible fraction de sa luminosité (0,0004 fois la luminosité solaire). Elle est nommée d'après Willem Jacob Luyten, qui détermina son mouvement propre.

## Système planétaire
En mars 2017, deux planètes ont été découvertes en orbite autour de l'étoile de Luyten.
| Planète | Masse          | Demi-grand axe (ua) | Période orbitale (jours) | Excentricité | Inclinaison | Rayon |
| ------- | -------------- | ------------------- | ------------------------ | ------------ | ----------- | ----- |
| c       | 1,18 ± 0,16 M🜨 | 0,036 467           | 4,723 4 ± 0,000 4        | 0,17         |             |       |
| b       | 2,89 ± 0,26 M🜨 | 0,091 10 ± 0,000 02 | 18,650 ± 0,006           | 0,10         |             |       |

La planète extérieure, GJ 273 b, est une super-Terre gravitant au sein de la zone habitable de l'étoile. Elle a une masse de 2,89 ± 0,26 M⊕ et orbite à une distance de 0,09110 ± 0,00002 UA, bouclant sa période orbitale en 18,650 ± 0,006 jours. Compte tenu du fait que la planète réside sur le bord intérieur de la zone habitable, le flux incident y est de seulement 1,06 S☉, en conséquence il est possible qu'elle soit habitable si de l'eau et une atmosphère y sont présentes ; selon les valeurs de l'albédo, sa température d'équilibre (vue de l'espace) peut être comprise entre 206 et 293 K (soit entre -67 et 20 °C).
La planète intérieure, GJ 273 c (Luyten c), est l'une des exoplanètes les plus légères détectées par la méthode des vitesses radiales, avec une masse de seulement 1,18 ± 0,16 masse terrestre. Cependant, elle orbite à une distance rapprochée de son étoile, avec une période orbitale de seulement 4,7234 ± 0,0004 jours.
GJ 273 b est l'une des planètes connues les plus proches de notre Système solaire, résidant dans la zone habitable de son étoile.

### Signaux envoyés
En octobre 2017, « Sónar Calling GJ 273b », un projet du METI (en) (Messaging Extraterrestrial Intelligence) et de Sónar, un festival de musique basé à Barcelone, a transmis une série de signaux radio vers l'étoile de Luyten depuis l'antenne radar Ramfjordmoen forskningsstasjon (no), en Norvège.